# Vilhir, Hoșcea
Vilhir (în ucraineană Вільгір) este un sat în comuna Buhrîn din raionul Hoșcea, regiunea Rivne, Ucraina.

## Demografie
Componența lingvistică a localității Vilhir
     Ucraineană (99,59%)
     Alte limbi (0,41%)
Conform recensământului din 2001, majoritatea populației localității Vilhir era vorbitoare de ucraineană (99,59%), existând în minoritate și vorbitori de alte limbi.